# Helisowość

Enancjomery P i M

Helisowość – rodzaj chiralności indywiduum molekularnego mającego kształt helisy (walcowej lub stożkowej). Może być traktowana jako rodzaj chiralności osiowej, gdzie oś helisy stanowi oś chiralności. Prawoskrętna helisa opisywana jest stereodeskryptorem P (plus) lub Δ (delta), a lewoskrętna M (minus) lub Λ (lambda). Nomenklatura Δ/Λ używana jest jednak głównie do opisu chiralności kompleksów metali.

## Określanie konfiguracji absolutnej
Kierunek skrętu helisy można określić patrząc na nią wzdłuż jej osi. Jeśli oddala się ona od obserwatora obracając się zgodnie z ruchem wskazówek zegara, konfiguracja absolutna to P (plus). W przeciwnym wypadku, tzn. kiedy helisa oddala się przeciwnie do ruchu wskazówek zegara, konfigurację absolutną opisuje stereodeskryptor M (minus).